# Трапето
Трапѐто (на италиански: Trappeto, на сицилиански Trappitu, Трапиту) е малко пристанищно градче и община в Южна Италия, провинция Палермо, автономен регион и остров Сицилия. Разположено е на брега на Тиренско море. Населението на общината е 3250 души (към 2010 г.).